# Cottimo fiduciario
Nell'ordinamento italiano il cottimo fiduciario è una modalità di acquisizione di beni e servizi da parte della pubblica amministrazione, rientrante tra le cosiddette procedure in economia, semplificate rispetto alle procedure ordinarie in relazione al modesto valore del contratto o all'urgenza di provvedere.
Può essere utilizzato per l'affidamento di un appalto pubblico di lavori, forniture o servizi ad un imprenditore o, più in generale, ad un operatore economico (il cottimista); ciò lo distingue dall'altra modalità di acquisizione in economia, l'amministrazione diretta, in cui le acquisizioni sono, invece, effettuate con materiali e mezzi propri o appositamente acquistati o noleggiati e con personale proprio della stazione appaltante, o eventualmente assunto per l'occasione, sotto la direzione di un funzionario della stessa (il responsabile del procedimento).

## Casi in cui è ammesso
Al cottimo fiduciario, come in generale alle procedure in economia, si può ricorrere nei soli casi espressamente consentiti dalla legge.
Per i lavori si può ricorrere al cottimo fiduciario quando:
- l'importo non supera 200000 € e
- il lavoro rientra in una delle categorie previamente stabilite da ciascuna stazione appaltante, nell'ambito delle seguenti: 
  - manutenzione o riparazione di opere od impianti
  - interventi non programmabili in materia di sicurezza
  - lavori che non possono essere differiti, dopo l'infruttuoso esperimento delle procedure ordinarie
  - lavori necessari per la compilazione di progetti
  - completamento di opere o impianti a seguito della risoluzione del contratto o in danno dell'appaltatore inadempiente,[1] quando vi è necessità e urgenza di completare i lavori

Per beni e servizi si può ricorrere al cottimo fiduciario quando:
- l'importo non supera 211000 € (Enti territoriali e Società pubbliche), ridotti a 137000 € per alcune stazioni appaltanti (Presidenza del Consiglio dei ministri, Ministeri e Enti Previdenziali)[2] e
- la fornitura o il servizio rientra in una delle categorie previamente stabilite da ciascuna stazione appaltante con provvedimento e non eccede il limite d'importo ivi fissato (che, naturalmente, non può superare quello generale sopra indicato) oppure ricorre una delle seguenti circostanze:
  - risoluzione di un precedente rapporto contrattuale, o in danno del contraente inadempiente, quando ciò sia ritenuto necessario o conveniente per conseguire la prestazione nel termine previsto dal contratto
  - necessità di completare le prestazioni di un contratto in corso, ivi non previste, se non sia possibile imporne l'esecuzione nell'ambito del contratto medesimo
  - prestazioni periodiche di servizi, forniture, a seguito della scadenza dei relativi contratti, nelle more dello svolgimento delle procedure ordinarie, nella misura strettamente necessaria
  - urgenza, determinata da eventi oggettivamente imprevedibili, al fine di scongiurare situazioni di pericolo per persone, animali o cose, ovvero per l'igiene e salute pubblica, ovvero per il patrimonio storico, artistico, culturale.

Nessuna prestazione di beni, servizi, lavori, ivi comprese le prestazioni di manutenzione, periodica o non periodica, che eccede i limiti d'importo sopra indicati, può essere artificiosamente frazionata allo scopo di sottoporla alla disciplina delle acquisizioni in economia.

## Procedura
Come già accennato, nel caso del cottimo fiduciario la procedura per la scelta del contraente e la conclusione del contratto è notevolmente semplificata rispetto alle procedure ordinarie, trattandosi di un caso particolare di procedura negoziata (quella che un tempo era nota come trattativa privata). L'affidamento può avvenire con modalità telematica sul Mercato elettronico della pubblica amministrazione - il (MEPA di Consip - o su altri mercati elettronici) oppure con modalità tradizionali cartacee.
Se l'importo dell'appalto non supera 40000 € sia per i lavori, sia per le forniture e i servizi, il responsabile del procedimento lo può affidare direttamente ad un operatore economico da lui scelto in modo discrezionale (cosiddetto affidamento diretto).
Se, invece, l'importo è superiore a tali limiti, l'affidamento avviene nel rispetto dei principi di trasparenza, rotazione, parità di trattamento, previa consultazione di almeno cinque operatori economici, se sussistono in tale numero soggetti idonei, individuati sulla base di indagini di mercato ovvero tramite elenchi di operatori economici predisposti dalla stazione appaltante. Dottrina e giurisprudenza ritengono che l'indagine di mercato non debba essere necessariamente condotta con le modalità rigorose e formali della gara, potendo anche, ad esempio, limitarsi alla consultazioni di cataloghi o listini o all'acquisizione di preventivi. Nella prassi, però, le stazioni appaltanti, pur non obbligate, tendono ad adottare le modalità procedurali della gara, per quanto semplificate (è la cosiddetta gara informale o ufficiosa) inviando agli operatori economici prescelti una lettera d'invito contenente le regole sullo svolgimento della gara e il termine entro il quale possono far pervenire le loro offerte. In questi casi, gli operatori economici acquisiscono un interesse legittimo al rispetto di dette regole e, in generale, al corretto svolgimento della procedura e possono, quindi, presentare ricorso al TAR contro l'esito della stessa.
L'affidamento è soggetto alla normativa, di derivazione comunitaria, dello stand still period che richiede di attendere almeno 35 giorni tra l'aggiudicazione e la stipula, per permettere eventuali ricorsi. In caso di affidamento sul MEPA, si può stipulare senza attendere i 35 giorni.